# 쟈오쟈민
쟈오쟈민(중국어 간체자: 赵嘉敏, 정체자: 趙嘉敏, 병음: Zhào Jiāmǐn, 한자음: 조가민, 영어: Savoki Zhao, 1998년 7월 22일 ~ )은 중국의 배우, 가수, 무용가이다.

## 내력
2012년
- 10월 14일, ‘SNH48 오리지널 멤버 오디션’에 합격.

2013년
- 1월 12일, 1기생 피로연 공연 ‘Give Me Power!’[1]
- 1월 14일, 〈헤비로테이션(无尽旋转) 다이제스트 판〉에서는 자오자민이 센터 포지션에서 부르고 있는 영상이 흐른다.[2]
- 4월 17일, 셀렉션에 합격했으며, 정규 멤버가 되었다.
- 6월 8일, 닛산 스타디움에서 “AKB48スーパーフェスティバル 〜日産スタジアム、小(ち)っちぇ!小(ち)っちゃくないし!!〜”와 ‘AKB48 32nd 싱글 선발 총선거’ 개표 이벤트를 견학했다. 전날에는 AKB48 극장도 견학했다.[3]
- 6월 13잇, 데뷔 EP 《헤비로테이션》(无尽旋转)을 발매했으며 첫 선발이 됐다.
- 7월 14일, SNH48 첫 공식적 악수 이벤트 〈헤비로테이션〉 발매 기념 악수회의 2일째가 되는 날에 상하이 샤오난궈 화원주점에서 행해지고, 사진회와 사인회에도 참가했다.[4]
- 8월 2일, 두 번째 미니 음반 《플라잉겟》(飞翔入手)에서는 허리 부상으로 인해서 선발 멤버에서 빠진다. 〈플라잉겟〉의 뮤직비디오에서는 마찬가지로 부상으로 선발에서 빠진 구샹쥔과 같이 일부에서만 출연하고 있다.
- 8월 30일, 전용극장 ‘드림 시어터’(星梦剧院)」 오픈. 1기생 멤버에 의한 “마지막 벨이 울려”(最后的钟声响起) 공연으로 극장에서 데뷔했다.[5]
- 11월 11일, SNH48 멤버 48명 중에서 24명 중의 한명으로서 팀SII의 멤버로 선출되었다.[6]
- 11월 16일, 광저우 국제 체육 센터에서 개최된 “SNH48 광저우 콘서트”에서는 10월에 발을 부상당해서 출연에 걱정됐지만, 예정 대로 출연할 수가 있었다.[7]
- 11월 25일, 세 번째 미니 음반 《사랑하는 포춘 쿠키》(爱的幸运曲奇)에서는 데뷔 EP 이래로 다시 선발 복귀를 한다.

2014년
- 7월 26일, SNH48 제1회 선발 총선거에서 11,079표를 얻어서 3위가 됐으며, 선발 멤버로 센터됐다.

2015년
- 7월 25일, SNH48 제2회 선발 총선거에서 SNH 선발 총선거 사상으로 최대치가 되는 74,393표를 얻어서 1위가 됐으며, 아홉 번째 미니 음반 《할로윈 나이트》의 선터로 선발됐다.
- 9월 13일, SNH48 제2회 선발 총선거에서 2위인 쥐징이와 3위인 리이통과 함께 유닛 그룹인 센 리버를 결성했다.

## 인물
- 자기 소개를 할 때의 구호는 “여러분 안녕하세요! 저는 S, A, V, O, Savoki입니다.”(大家好我是S、A、V、O，Savoki！)이다.
- 동경하는 선배는 오시마 유코이다.
- 좋아하는 음식은 닭 날개, 레몬, 설탕이다.
- 좋아하는 색상은 파랑, 검정이다.
- 특기는 댄스, 공중제비
- 성격은 츤데레, 자학(소재)
- 차밍 포인트는 귀여운 보조개이다.
- 꿈은 사람들이 행복해질 수 있는 긍정적인 에너지를 주는 인간이 되는 것이다.

### 참조주
1. ↑  ““Give Me Power！ ” SNH48一期生发布演出确定为明年1月12日 新生代萌军引爆蛇年新星潮”. 《SNH48 공식 웹사이트》 (중국어). 2012년 12월 14일. 2014년 8월 14일에 원본 문서에서 보존된 문서. 2014년 6월 25일에 확인함.
2. ↑  SNH48官方发布首支单曲—「无尽旋转」花絮宣传视频 보관됨 2013-06-06 - 웨이백 머신 - SNH48 공식 웹사이트
3. ↑  SNH48汤敏等六名成员赴日本研修，为AKB48总选应援！ 보관됨 2014-07-14 - 웨이백 머신 - SNH48 공식 사이트 (2013년 6월 8일)
4. ↑  活动内容：SNH48《无尽旋转》握手会 - SNH48 공식 사이트 (2013년 7월 14일)
5. ↑  SNH48星梦剧院开业首演 - SNH48 공식 사이트 (2013년 8월 30일)
6. ↑  11월 11일의 극장공연에서
7. ↑  SNH48广州万人演唱会今日唱响 海量新歌引爆全场 - SNH48 공식 사이트 (2013년 11월 16일)